# Mesta (rivier)
De Mesta (Bulgaars: Места; Grieks: Νέστος, Nestos) is een rivier op het Balkanschiereiland, in Bulgarije en Griekenland. De lengte is circa 230 km. Het stroomgebied meet 5749 km² (3437 km² in Bulgarije en 2312 km² in Griekenland).
De Mesta ontspringt in het westen van Bulgarije in het Rilagebergte en scheidt vervolgens het Piringebergte (westelijk) van het Rodopegebergte (oostelijk). De Mesta mondt ten oosten van Kavála als Nestos uit in de Egeïsche Zee, waar ze een delta vormt.
De Mesta vormt de grens tussen de historische regio's Macedonië in het westen en Thracië in het oosten.
- Gemeinsame Normdatei: 4074747-5
- Nationale Bibliotheek van Israël: 987007534736705171
- Virtual International Authority File: 234596564